# Doble desintegració beta sense neutrins

Diagrama de Feynman de la doble desintegració beta sense neutrins. Aquí dos neutrons es desintegren en dos protons i dos electrons, però cap neutri no està en l'estat final. L'existència d'aquest mecanisme requeriria que els neutrins fossin partícules de Majorana.

La doble desintegració beta sense neutrins (0νββ) és un procés de desintegració radioactiva teòrica proposat habitualment i realitzat experimentalment que demostraria la naturalesa Majorana de la partícula de neutrins. Fins avui, no s'ha trobat.
El descobriment de la doble desintegració beta sense neutrins podria donar llum sobre les masses absolutes de neutrins i sobre la seva jerarquia de masses (massa de neutrins). Significaria el primer senyal de la violació de la conservació total del nombre de leptons. Una naturalesa majorana dels neutrins confirmaria que el neutrin és la seva pròpia antipartícula.
Per buscar una doble desintegració beta sense neutrins, actualment hi ha una sèrie d'experiments en curs, amb diversos experiments futurs proposats també per augmentar la sensibilitat.

## Desenvolupament històric de la discussió teòrica

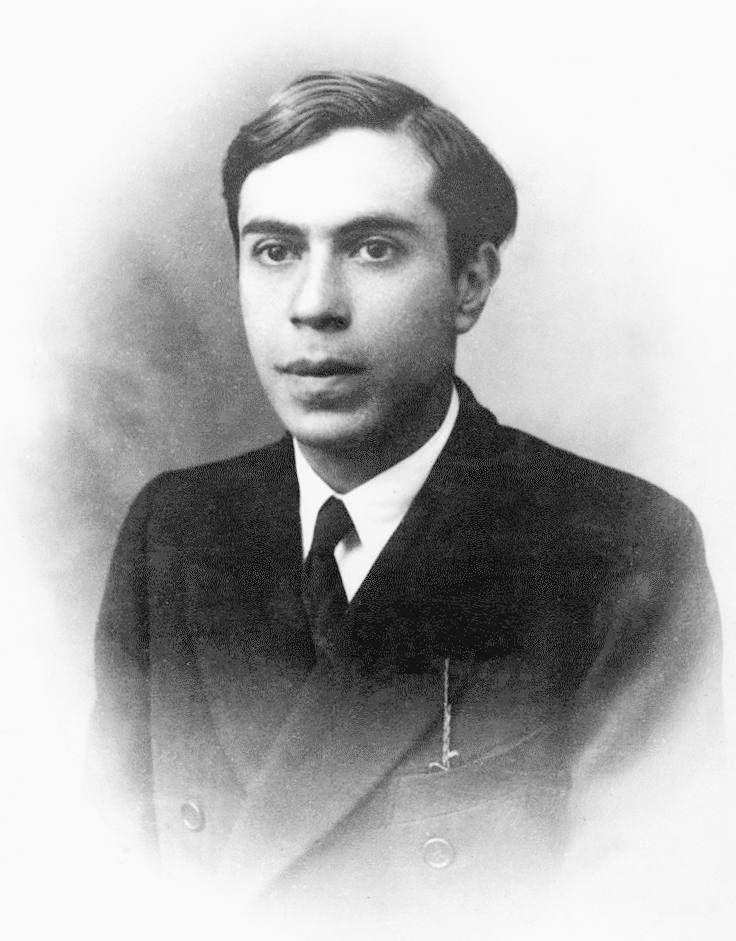
Ettore Majorana, el primer a introduir la idea que les partícules i les antipartícules són idèntiques.

El 1939, Wendell H. Furry va proposar la idea de la naturalesa majorana del neutrins, que estava associada amb desintegracions beta. Furry va afirmar que la probabilitat de transició seria fins i tot més alta per a la desintegració beta doble sense neutrins. Va ser la primera idea proposada per buscar la violació de la conservació del nombre de leptons. Des d'aleshores, ha cridat l'atenció per ser útil per estudiar la naturalesa dels neutrins (vegeu cita).
"El] mode 0ν […] que viola el nombre de leptons i ha estat reconegut des de fa molt de temps com una eina poderosa per provar les propietats dels neutrins."
El físic italià Ettore Majorana va introduir per primera vegada el concepte d'una partícula com la seva pròpia antipartícula. La naturalesa de les partícules va rebre el seu nom posteriorment com a partícules de Majorana. La doble desintegració beta sense neutrins és un mètode per buscar la possible naturalesa majorana dels neutrins.

## Rellevància física

### Doble desintegració beta convencional
Els neutrins es produeixen convencionalment en desintegracions febles. Les desintegracions beta febles normalment produeixen un electró (o positró), emeten un antineutri (o neutrins) i augmenten el nombre de protons del nucli. {\displaystyle Z} per un. La massa del nucli (és a dir, l'energia d'unió) és més baixa i, per tant, més favorable. Hi ha una sèrie d'elements que poden desintegrar-se en un nucli de massa menor, però no poden emetre un electró només perquè el nucli resultant és cinemàticament (és a dir, en termes d'energia) no favorable (la seva energia seria superior). Aquests nuclis només poden desintegrar-se emetent dos electrons (és a dir, mitjançant una doble desintegració beta). Hi ha aproximadament una dotzena de casos confirmats de nuclis que només poden desintegrar-se mitjançant una doble desintegració beta. L'equació de desintegració corresponent és:
{\displaystyle (A,Z)\rightarrow (A,Z+2)+2e^{-}+2{\bar {\nu }}_{e}}
És un procés feble de segon ordre. Una desintegració simultània de dos nucleons en el mateix nucli és extremadament improbable. Així, les vides observades experimentalment d'aquests processos de desintegració estan en el rang de {\displaystyle 10^{18}-10^{21}} anys. Ja s'han observat diversos isòtops que mostren aquesta doble desintegració beta de dos neutrins.
Aquesta doble desintegració beta convencional està permesa en el model estàndard de la física de partícules. Té, doncs, un fonament tant teòric com experimental.

### Visió general
Si la naturalesa dels neutrins és Majorana, es poden emetre i absorbir en el mateix procés sense mostrar-se en l'estat final corresponent. Com a partícules de Dirac, els dos neutrins produïts per la desintegració dels bosons W serien emesos i no s'absorbirien després.
La doble desintegració beta sense neutrins només es pot produir si
- la partícula de neutrins és Majorana, i
- existeix un component dretà del corrent leptònic feble o el neutrin pot canviar la seva amplitud entre l'emissió i l'absorció (entre els dos vèrtexs W), cosa que és possible per a una massa de neutrins diferent de zero (per almenys una de les espècies de neutrins).

El procés de desintegració més senzill es coneix com a intercanvi de neutrins lleugers. Presenta un neutrin emès per un nucleó i absorbit per un altre nucleó (vegeu la figura de la dreta). En l'estat final, les úniques parts restants són el nucli (amb el seu nombre de protons canviat {\displaystyle Z}) i dos electrons:
{\displaystyle (A,Z)\rightarrow (A,Z+2)+2e^{-}}
Els dos electrons s'emeten quasi simultàniament.